# 点付き空間
数学における点付き空間（てんつきくうかん、英: pointed space; （基）点付き（位相）空間）は、基点 (basepoint) と呼ばれる区別を受ける点を備えた位相空間を言う。基点というのは、その空間内から選び出された単に特定の一点ということに過ぎないのであるが、しかしいったん選び出されたならば一連の議論の間は基点を変えることはできないし、様々な操作においてその結果として基点がどうなるのかを追うことを免れ得ない。
点付き空間の間の点付き写像 (based map) とは、基点を保つ連続写像のことを言う。すなわち、点付き空間 (X, τX, x0) から (Y, τY, y0) への点付き写像とは、写像 f: X → Y が各空間の位相 τX, τY に関して連続で、f(x0) = y0 を満たすときに言い、それをふつうは
f: (X, x0) → (Y, y0)
のように書く。点付き空間は代数的位相幾何学、特にホモトピー論において重要であり、そこでは基本群などの様々な構成が、基点の選び方に依存して定まる。
点付き集合の概念は、点付き離散空間に他ならないから、重要性はやや落ちる。
点付き空間はしばしば、部分集合が一点集合であるような相対位相の特別の場合ととられる。そうすればホモトピー論の大部分は点付き空間上でふつうに展開でき、相対位相を代数的位相幾何学に持ち込むことができる。

## 点付き空間の圏
すべての点付き空間のなす類 Top• は基点を保つ連続写像（点付き写像）を射として圏を成す。この圏を得る別の方法として、コンマ圏 (1↓Top) と考えてもよい（ただし、1 = {•} は任意の一点空間で、Top は位相空間の圏である）。これはまた余スライス圏 1/Top でもある。この圏の対象は、連続写像 1 → X である（このような射は X から基点を選び出すことと理解できる）。圏 (1↓Top) における射は、Top における射であって、以下の図式 
 を可換にするものになる。
この図式の可換性が f が基点を保つという条件と同値であることを見るのは容易い。
点付き空間としての 1 = {•} は点付き空間の圏 Top• における零対象であるが、位相空間の圏 Top で考えれば終対象にしかならない。
どの点が基点であるかを「忘れる」ことにより、忘却函手 Top• → Top が得られる。この函手は左随伴を持ち、それは各位相空間 X に対して X に形式的な基点となるべき一点からなる一点空間 {•} を位相的直和によって付け加える函手になる。

## 点付き空間の構成法
- 点付き空間 X の部分空間（部分点付き空間）とは、部分位相空間 A ⊆ X で X と基点を共有するものを言う。つまり包含写像 A ↪ X が基点を保つ写像を成す。
- 点付き空間 X の任意の同値関係による点付き商空間は、通常の商位相空間に基点として X の基点の商写像による像を選んだものを言う。
- 二つの点付き空間 (X, x0), (Y, y0) の直積とは、直積位相空間 X × Y に基点 (x0, y0) をとったものである（これは圏論的直積になる）。
- 点付き空間の圏における余積は、基点に関する楔和（一点和）[3]で与えられる。
- 二つの点付き空間のスマッシュ積は本質的に、直積と一点和の商である。注目すべきは、スマッシュ積を備えた点付き空間の圏は 零次元球面 を単位対象とする対称モノイド圏（英語版）とすることができることである。一般の位相空間の圏では結合性の条件が満たされないのでこのようにはできない（が、適当な制限を加えた空間、例えばコンパクト生成（英語版）弱ハウスドルフ空間（英語版）の圏などでは、やはりできる）。
- 点付き空間 X の約懸垂 ΣX とは、X と点付き円周 S1 との（同相を除く）スマッシュ積を言う。
- 約懸垂をとる操作は、点付き空間の圏上の自己函手である。この函手は、各点付き空間 X をそのループ空間（英語版） ΩX へ送る函手 Ω に対する左随伴である。

## 注